# Пражская улица (Киев)
Пра́жская улица — улица в Киеве, находится в Днепровском районе (местности Соцгород, Старая Дарница).
Протяжённость 1,65 км.
Пролегает от Дарницкой площади до перекрёстка с улицами Гродненской, Алма-Атинской и железнодорожной станции Дарница. Возникла в 1-й трети XX столетия. Вместе с нынешней улицей Евгения Сверстюка, проспектом Мира и Бориспольской улицей (до 1938 года) была частью улицы 3-го Интернационала, в 1955—1961 годах — улицы Дружбы народов, 1961—1965 годах — проспекта Мира, от которого отделена под современным названием в 1965 году.
Примыкают Харьковское шоссе — улицы Владимира Сосюры — Азербайджанская — Лохвицкая — Хорольская — Устима Кармелюка — Лобачевского — Алма-Атинская и Сиваская.

## Здания

### Учебные учреждения
- Дошкольное учебное учреждение № 446 (дом № 4/1)
- Дошкольное учебное учреждение № 675 (дом № 20-а)
- Дошкольное учебное учреждение № 455 (дом № 31-а)

- Средняя общеобразовательная школа № 126 (дом № 14)

### Предприятия
- Автобусный парк № 2 КП «Киевпастранс» (дом № 7)

## Географические координаты
координаты начала 50°26′30″ с. ш. 30°37′40″ в. д.
координаты конца 50°26′03″ с. ш. 30°38′52″ в. д.

## Транспорт
- Троллейбусы 43, 50 (до Дарницкой площади)
- Автобусы 6, 42, 45, 51, 55, 63, 115 (до Дарницкой площади)
- Маршрутные такси 211, 423, 555;
193, 205, 213, 225, 229, 236, 416, 419, 422, 445, 473, 503, 509, 516, 523, 526, 527, 529, 562, 589, 590 (до Дарницкой площади)

## Почтовый индекс
02090